# Фтор (роман)
«Фтор» (англ. Phthor, 1975) — второй роман из дилогии «Атон» Пирса Энтони, продолжение первой части «Хтон». Рассказывает о жизни семьи Атона, заключившего сделку с Хтоном ради спасения своей жены Кокены, в пещерах Идиллии, планеты Хтона. В романе раскрывается суть противостояния Хтона, неживого разума, управляющего живыми неразумными существами (пещерными животными), и людей — живого разума, подчинившего неразумных неживых существ — машины. Хтон заводит друзей среди людей (в частности, сына Атона, Арло) и вместе с неживыми разумами других планет разворачивает «холодную войну» против органической жизни. Из людей в борьбу с планетарным разумом вступают миньонетки — единственный тип людей, над которыми Хтон не имеет контроля в силу их извращённых чувств.
Сюжет романа, как и первой части, нелинеен, глава с развязкой («Сверхозноб») помещена в середине книги.